# Suba (Bogotá)

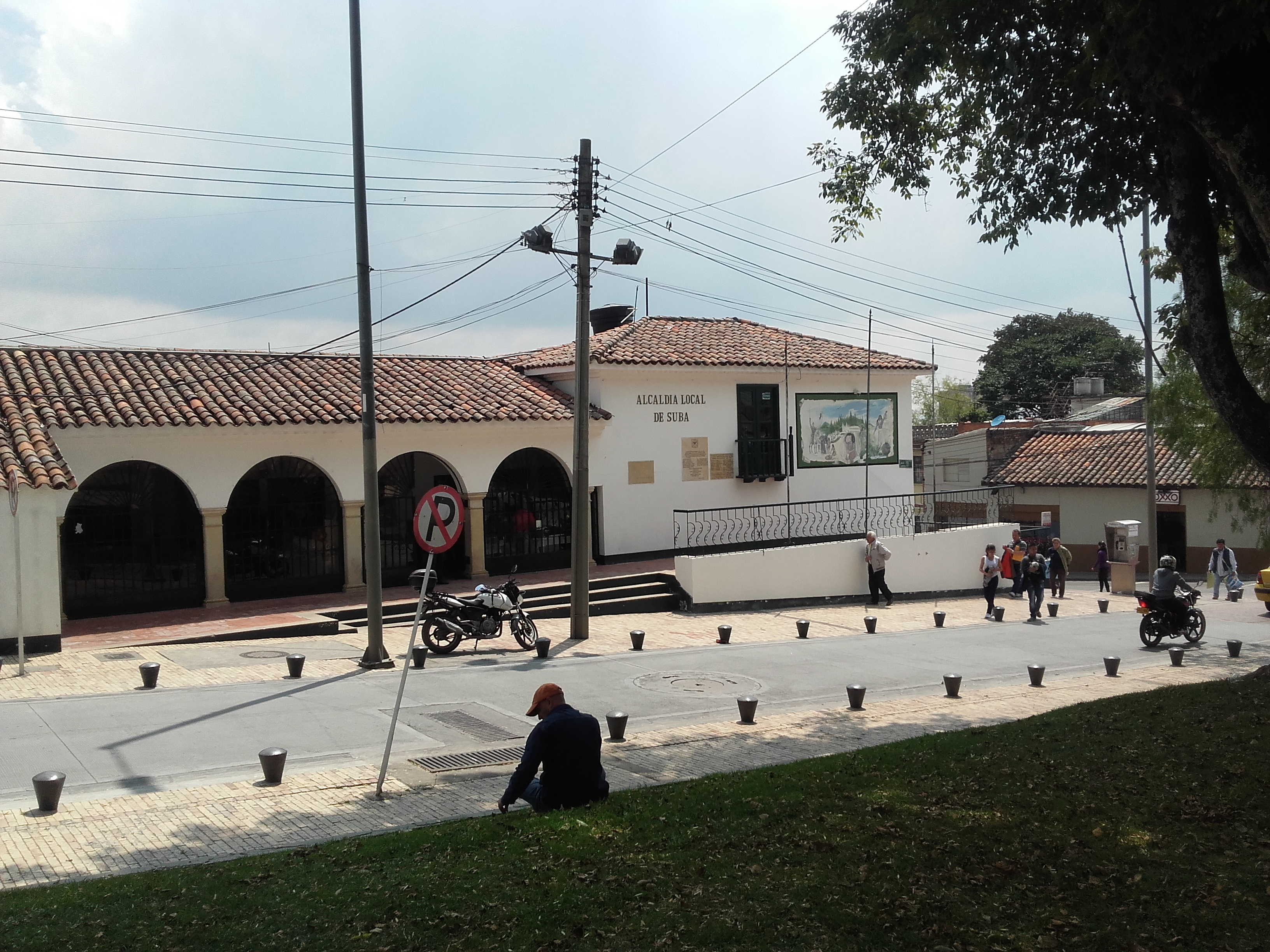
Prefeitura da localidade de Suba.

Suba no Distrito de Bogotá

Suba é uma localidade do Distrito de Bogotá.. Está localizada na parte noroeste da cidade e é a localidade mais populosa do distrito, com uma população estimada para 2021 se 1'252.811 habitantes.

## História
Teve a sua origem na era pré-colombiana, quando era uma vila muisca de grande importância. Em 1550, o capitão Antonio Díaz Cardoso fundou o novo povoado como resguardo indígena,, e explorando nas fazendas sua mão de obra como encomendero. Em 16 de novembro de 1875. Suba mudou sua condição de povoado indígena para se tornar um dos municípios do departamento de Cundinamarca, que desde o 17 dezembro de 1954 se integrou como prefeitura menor ao Distrito de Bogotá.

## Conformação
A localidade de Suba está conformada por 12 Unidades de Planejamento Zonal, que têm 1.162 bairros. Possui uma Unidade de Planejamento Rural, com 8 áreas agropecuárias. O sistema de proteção ambiental integra bosques, suelos, aguas, fauna e flora da Reserva florestal e produtiva Thomas Van de Hammen, com o vale aluvial do Rio Bogotá, os morros e os pauis, entre os quais se destacam os de Tibabuyes, Guaymaral e La Conejera.